# 聖瑪利亞主教座堂 (基拉尼)

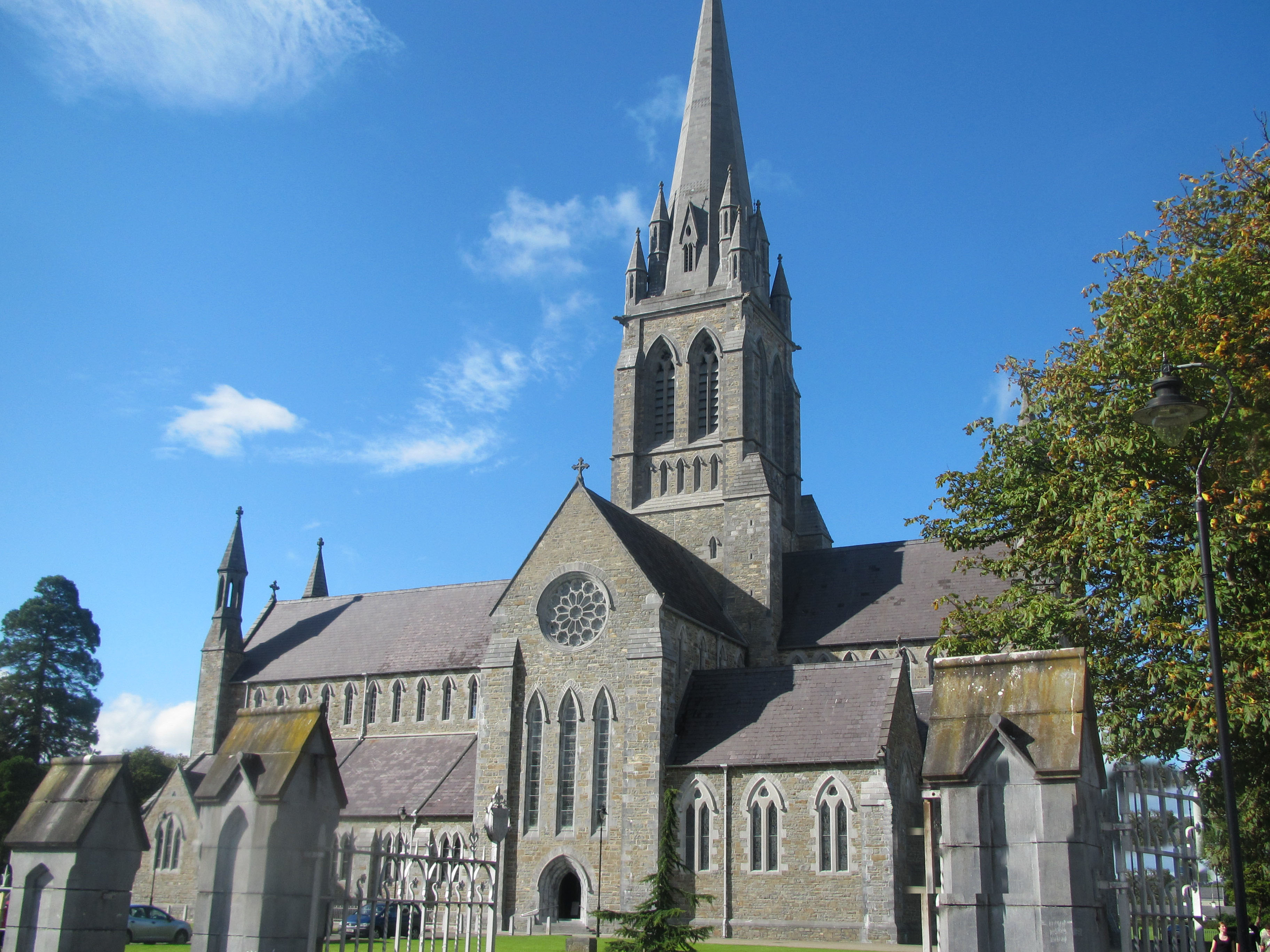
聖瑪利亞主教座堂

聖瑪利亞主教座堂（英語：St Mary's Cathedral）是位於愛爾蘭共和國凱里郡城市基拉尼的一座羅馬天主教的主教座堂。教堂修建於1842年至1855年期間。1973年時，教堂進行了大規模的內部翻修。